# Boserup Skov
Boserup Skov er en skov beliggende 3-4 km. fra Roskilde. Skoven, der er fredet, ligger ud til Kattinge Vig. Skoven er en del af Nationalpark Skjoldungernes Land.
Skoven er på 224 hektar og har en afmærket rute til vandring på ca. 5 km. Der er også et mountainbikespor og et pump track. Størstedelen af skoven er bevokset med løvtræer. Naturpakken 2016 medførte  i 2018 at der Boserup Skov blev udpeget 111 hektar urørt løvskov og 84 ha anden biodiversitetsskov.
Boserup Skov er en af landets 20 mest besøgte skove og forvaltes af Naturstyrelsen Vestsjælland.
Midt i Boserup Skov ligger Boserupgård Naturcenter, som er et naturcenter drevet af Roskilde Kommune. Udover offentlige arrangementer, skoletjeneste og andre formidlingsopgaver, rummer naturcentret også et traktørsted og en skovhjælper-ordning.

## Midgårdsormen
Midgårdsormen er  en   300 meter  lang ”balancesti” lavet af træstammer og andre naturmaterialer. Den er  kun hævet lidt over jorden, og består af træstammer, træstubbe og sten.  Den snor sig igennem skoven fra Kattinge Vig p-pladsen og ned til vigen. Små og store kan hele vejen ned til vandet, lege 'jorden er giftig' og der er udfordringer for alle.
- Midgårdsormen
- Midgårdsormen